# گونونگ پادانگ
گونونگ پادانگ یک سایت باستان شناسی واقع در کاریاموکتی، کامپاکا در غرب جزیره جاوه کشور اندونزی، ۳۰ کیلومتری (۱۹ مایل) جنوب غربی سیانجور، یا ۸ کیلومتری ایستگاه لامپگان در ارتفاع ۸۸۵ متری (۲٫۹۰۴ فوت) بالاتر از سطح دریا است. این سایت باستانی یک تپه آتشفشانی خاموش است که با ۳۷۰ پله آندزیتی متوالی که حدود ۹۵ متر (۳۱۲ فوت) طول داردقابل دسترسی است. . این مکان با ستون های سنگی شش ضلعی عظیم با منشاء آتشفشانی پوشیده شده است.  مردم ساندانی این مکان را مقدس می دانند و معتقدند که نتیجه تلاش پادشاه سیلیوانگی برای ساختن قصر در یک شب بوده است. 
گونونگ پادانگ از مجموعه پنج تراس دست ساز تشکیل شده است که یکی به شکل مستطیلی و چهار تراس بعدی بشکل ذوزنقه است و تراس ها نیز با افزایش ارتفاع به طور متوالی کوچکتر می شوند. همه تراس ها در امتداد یک محور مرکزی و طولی شمال غربی-جنوب شرقی قرار دارند. محیط تراس شامل دیوارهای حائل است که توسط ستون های چند ضلعی آتشفشانی که به صورت افقی و بصورت دیوار روی هم و سنگهای عمودی به عنوان ستون ساخته شده اند تشکیل شده است. دسترسی به مجموعه تراس با یک پلکان مرکزی با ۳۷۰ پله، شیب ۴۵ درجه و طول ۱۱۰ متر (۳۶۰ فوت) امکان پذیر است. .  

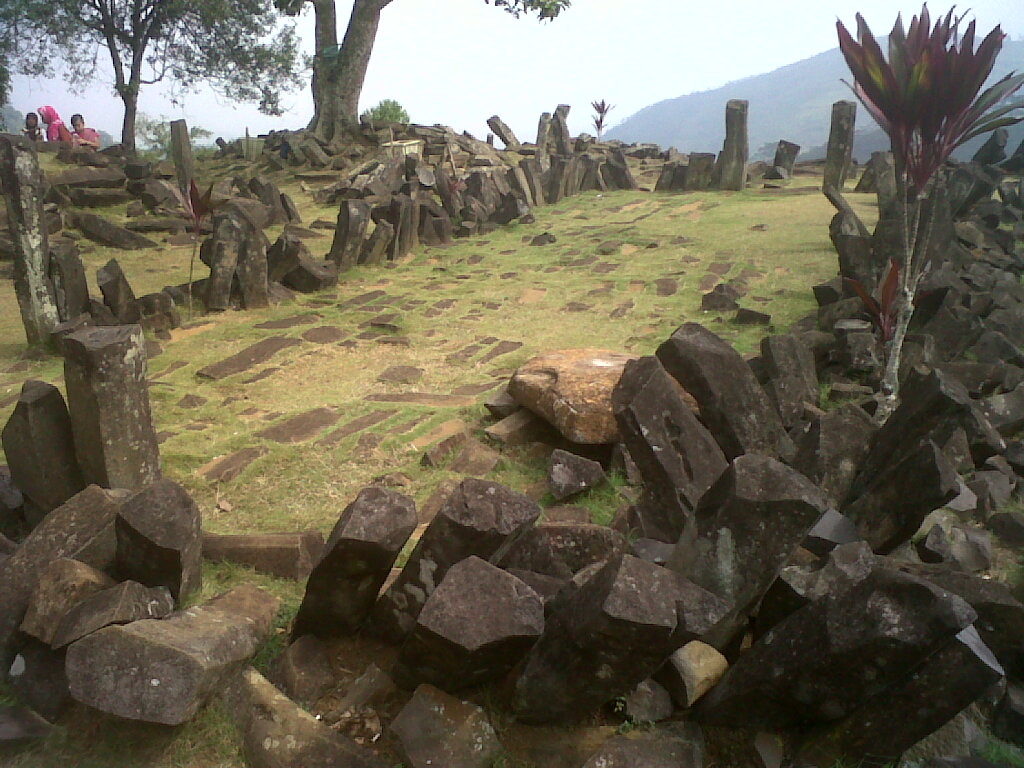
سایت گونونگ پادانگ

## تخمین سنی
باستان شناس محلی لطفی دوندری از دفتر باستان شناسی در باندونگ تخمین زده است که سازه های گونونگ پادانگ ممکن است در بازه زمانی بین قرن دوم و پنجم پس از میلاد در اواخر دوره ماقبل تاریخ اندونزی ساخته شده است. در حالی که باستان شناس و تاریخ شناس اندونزیایی هری ترومن سیمانجونتاگ تاریخ متأخرتری نسبت به لطفی دوندری برای ساخت این سازه پیشنهاد کرده است، بازه زمانی بین قرن ۶ و ۸ میلادی.  اما تکه‌های سفالی پیدا شده در این مکان توسط اداره باستان‌شناسی اندونزی در محدوده قرن ۴۵ قبل از میلاد تا ۲۲ پس از میلاد تاریخ‌گذاری شده‌اند. 
دنی هیلمن ناتاویدجاجا ، زمین شناس و متخصص ژئوتکتونیک در مرکز تحقیقات ژئوتکنولوژی موسسه علوم اندونزی (LIPI)، ادعا کرده است که این مکان به عنوان یک هرم غول پیکر در ۹۰۰۰ تا ۲۰۰۰۰ سال قبل ساخته شده است، که دلالت بر وجود یک تمدن پیشرفته باستانی ناشناخته دارد.  </link>   تحلیل ناتاویدجاجا توسط دانشمندان دیگر مورد تردید قرار گرفته است. آتشفشان شناس اندونزیایی سوتیکنو برونتو به این نتیجه رسید که گونونگ پادانگ گردن یک آتشفشان باستانی است و نه یک هرم مصنوعی.   ویکتور پرز، باستان شناس، نتایج ناتاویدجاجا را به عنوان شبه باستان شناسی توصیف کرده است. 
ایده‌های ناتاویدجاجا مورد توجه رئیس‌جمهور اندونزی، سوسیلو بامبانگ یودهویونو قرار گرفت و او دستور تشکیل یک گروه ضربت را داد.  یک باستان شناس که به دلیل دخالت رئیس جمهور نخواست نامش فاش شود، اظهار داشت:
در باستان شناسی، ما معمولا ابتدا «فرهنگ» را می یابیم... سپس، پس از اینکه قدمت شی یا مکان را دریابیم، به دنبال ارجاعات تاریخی به هر تمدنی می گردیم که در آن دوره وجود داشته است. تنها در این صورت است که می توانیم این شی و مصنوع را به صورت تاریخی توضیح دهیم. در این مورد، آنها چیزی را "پیدا کردند"، قدمت آن را با کربن14 تعیین کردند، سپس به نظر می رسد که آنها تمدنی را در آن دوره ایجاد کردند تا یافته های خود را با آن توضیح دهند.[13].

## همچنین ببینید
- فهرست مکان‌هایی که دارای آتشفشان‌های ستونی هستند
- ادعاهای هرم بوسنی